# Moto Boy
Moto Boy, artistnamn för Kaj Oskar Ludvig Humlebo, född 2 augusti 1980 i Färila i Hälsingland, är en svensk musiker, popsångare och låtskrivare.

## Musik
Humlebo är uppvuxen i Hudiksvall men numera bosatt i Berlin.
Han sjöng i kör som barn och spelade i tonåren mest jazz och improvisationsmusik, innan han började med mer popinriktning och skapade artistnamnet Moto Boy. Han har bland annat turnerat med The Ark och släppte under 2008 sitt debutalbum Moto Boy på skivbolaget Songs I Wish I Had Written. I juletid samma år kom även minialbumet For Martha och han gav därefter också ut en egen tolkning av Andrew Lloyd Webbers Pie Jesu. Framträdandena karaktäriseras av ett ensamt framträdande, med Humlebo iklädd läderjacka och läppstift, något som enligt honom själv skapar en "dramatisk stämning", något som också kan sägas om själva musiken. Musiken är en typ av melankolisk pop med körer och mjuka trummaskiner. Under 2008 framträdde Moto Boy på bland annat Arvikafestivalen, Piteå dansar och ler, Emmabodafestivalen samt på Sommarkrysset i TV4. Han var också förband åt The Smashing Pumpkins på deras spelning i Stockholm.
I finalen av Melodifestivalen 2009 framförde Moto Boy 2008 års schlagervinnare "Hero",  tillsammans med Charlotte Perrelli, som var den som framförde låten i Eurovision Song Contest 2008.
2012 turnerade Moto Boy med The Cardigans och spelade på bland annat Hultsfredsfestivalen, som ersättare för bandets ordinarie gitarrist Peter Svensson.
Moto Boys andra album, Lost in the Call, släpptes den 3 mars 2010 och det tredje, Keep Your Darkness Secret, den 26 mars 2014.

## Scenkonst och film
Humlebo medverkade i musikalen Jesus Christ Superstar på Malmö Opera 2008–2009, där han spelade gitarr i bandet tillsammans med bland andra Lars Ljungberg från The Ark. Moto Boy bidrar med en av sina låtar i den svenska filmen: Himlen är oskyldigt blå (2010). I mars 2012 hade teateruppsättningen Lubiewo – Kärleksön urpremiär på Göteborgs Stadsteater, en dramatisering av den polske författaren Michal Witkowskis skandalroman med samma namn. Humlebo skrev musiken till uppsättningen — utgiven på album 2012 — och medverkade även på scen. Våren 2014 sjöng han en av rollerna i Claudio Monteverdis barockopera L'Orfeo på Wermland Opera.

## Diskografi
- 2008 – Moto Boy
- 2008 – For Martha
- 2010 – Lost in the Call
- 2012 – Lubiewo – Kärleksön
- 2014 – Keep Your Darkness Secret
- 2017 – New Music